# 碲化亚铊
碲化亚铊 (Tl2Te) 是一种无机化合物，由铊和碲组成。它的结构和 Tl5Te3 有关。 该化合物的特征尚不清楚。 它的存在直到最近才由差示扫描量热法确认。 